# روكديل
روكديل، نيو سوث ويلز
تقع ضاحية‘‘‘روكديل‘‘‘ جنوب سيدني، في ولاية نيو ساوث ويلز، أستراليا على بعد 13 كم جنوب الوسط التجاري لمدينة سيدني، وهي جزء من منطقة السانت جورج وواحدة من المراكز الإدارية لمجلس بلدية بيسايد.

## تاريخ مدينة روكديل
اقترح اسم روكديل عام 1878 من قبل أول مديرة لمحطة البريد المحلية  وجابية رسوم المرور ماري آن جيفز. وقد كان هناك اقتراح بأن يطلق على المنطقة اسم بلدية سكاربورو ولكن تم تبني اسم روكديل رسميًا عام 1887. وقد اكتسب الاسم مزيدًا من القبول لدى إنشاء محطة قطار محلية على خط إيلوارا، المستحدث وقتها، والتي تم افتتاحها في 15 أكتوبر 1884 وأطلق عليها اسم روكديل. وفي 17 أيار مايو 1888 أُعيد تسمية بلدية ويست بوتاني، التي كان قد أُعلن عنها في 13 يناير 1871 بناحيتيها وست بوتاني وأرنكليف، «بلدية روكديل». وكان قد شيد مبنى مجلس بلدية ويست بوتاني عام 1872 على شارع روكي بوينت رود، أرنكليف، واستخدم حتى عام 1888 عندما تم إنشاء مبنى جديد في موقع مجلس مدينة روكديل الحالي، الذي تم هدمه وإعادة بنائه عام 1940. كان زوج ماري آن، يومان جيفز، مشرفاً على بناء طريق روكي بوينت رود وهدم كوبلس هيل (سميت فيما بعد أرنكليف هيلز). عاشت عائلة جييفز، بما في ذلك الابن الأكبر فريدريك، على زاوية خطي برنسيس هايواي السريع وشارع ترام واي أركيد اليوم. وكان متجرهم العام مجاوراً للمنزل ومن هناك قاموا بتشغيل أول خدمة بريد بين إرنكليف وكوغرا عام 1882.
بدأ العمران السكني في روكديل لدى افتتاح خط السكك الحديدية عام 1884. وربما كان  فريدريك جاميسون غيبس (1839-1888)، عضو البرلمان آنذاك، والذي يحمل شارع غيبس ستريت في بانكسيا إسمه، في طليعة المقاولين العقاريين خلال ثمانينيات القرن التاسع عشر. في عام 1948 اندمجت بلديتا روكديل وبكسلي تحت اسم بلدية روكديل وتم إعلان روكديل كمدينة في عام 1995. وتم حديثاً - عام 2016 - دمجها مع مدينة بوتاني باي  لتصبح مجلس بلدية بيسايد. تعتبر قاعة روكديل تاون هول وحانة  سانت جورجز تافيرن نماذج عن فن الديكو في المنطقة.  وقد تم تشييد قاعة التاون هول عام 1940 بناء لتصميم من قبل أحد سكان المنطقة المهندس المعماري دوغلاس غاردينار.

## المنطقة تجارية
يوجد في روكديل خليط من المناطق السكنية والتجارية والصناعية الخفيفة. يمتد قطاع التسوق الرئيسي على طول طريق برنسيس هايوي السريع، على الجانب الشرقي من محطة القطار. ويتشعب المركز التجاري في الشوارع المحيطة وعلى الجانب الغربي من خط السكك الحديدية. تطور شارع  كنغ ستريت إلى شريط مميز يقصد للراحة والتسوق حيث المقاهي ومحلات البقالة. تمتد المشاريع التجارية على طول أجزاء من شارع باي ستريت  وشارع وست بوتاني ستريت وتقع المناطق الصناعية الخفيفة حول شارع ويست بوتاني ستريت.  وتعتبر روكديل بلازا، التي افتتحت في عام 1997، مركز تسوق متوسط الحجم على طريق برنسيس هاواي السريع وقد بني المركز على موقع مجمع ساوث سايد بلازا الأصغرحجماً والذي كان مكاناً للتسوق هناك منذ عام 1963.

## تعداد السكان
وفقاً لتعداد عام 2006 لمكتب الإحصاء الأسترالي، تبين أن هناك 14,036 شخصًا يقيمون عادة في روكديل. وقد ذكرت نسبة 33.2٪ منهم أنهم ولدوا في أستراليا و10.6% من خلفية صينية  و7.6 ٪  من خلفية نيبالية و 4.1% من خلفية مقدونية و4% من خلفية بنغلاديشية و3.2% من خلفية هندية. وتبين نتيجة نفس الإحصاء أن اللغة الإنجليزية هي اللغة الوحيدة المستخدمة في المنزل من قبل 25.9٪ من السكان واللغات الأخرى الأكثر استخدامًا هي الماندرين 8.8٪ والنيبالية 7.8٪ والمقدونية 6.7٪  والعربية 6.0٪ والكانتونية 5.5٪. أما بالنسبة للانتماء الديني فقد كانت الإجابات على النحو التالي: كاثوليك 18.9 ٪ و أرثوذكس 13.7 ٪ وإسلام 10.3 ٪.

## الجانب السياسي
على المستوى الفيديرالي تقع روكديل ضمن دائرة بارتون، وعلى مستوى الولاية فهي ضمن دائرة روكديل الانتخابية في برلمان نيو سوث ويلز، أما على صعيد  الحكومة المحلية فتقع في منطقة بلدية بيسايد.== المواصلات
طريق برنسيس هايوي السريع هو الطريق الرئيسي عبر روكديل ويسير بموازاته لناحية الشرق شارع وست بوتاني ستريت. يربط شارع بي ستريت روكديل بخط جنرال هولمس درايف في برايتون – لي - ساندس . تقع محطة قطار روكديل على خط إيلاوارا لشبكة قطارات سيدني وتعتبر روكديل تقاطع حافلات رئيسي لشركة ستيت ترانزيت، التي تقدم خدمات نقل لضواحي ميراندا وبرايتون – لي - ساندس  وبيروود وبونداي جانكشن.
كان هناك حتى عام 1949، خط كهربائي يعمل بين محطة قطار روكديل عبرشارع بي ستريت إلى  برايتون – لي - ساندس . كان ذلك قد افتتح كخط ترام بخاري ومصلحة خاصة عام 1885 وتحول للعمل بالطاقة الكهربائية عام 1900 ثم انتقل إلى ملكية الحكومة عام 1914. كان الخط عبارة عن مسار واحد، مع وجود حلقة دائرية في كل طرف. وقد إغلق الخط عام 1949 ليتم استبداله بخدمة حافلات. تقدم  دائرة سانت جورج للنقل المجتمعي خدمات النقل لمنطقة روكديل، وهي الخدمة التي يتم تمويلها من قبل دائرة الخدمات المنزلية والمجتمعية ( (HACC للمسنين ضعفاء الحيلة وذوي الإعاقة والقائمين على رعايتهم.